# М
М, м（称呼为 эм, em）是一个广泛用在斯拉夫语言的西里尔字母，由希腊字母 Μ 演变而成。
此字母的小写 м 是缩小了的大写 М ，留意  是斜体的小写 Т。

## 字母的次序
在俄语、白俄罗斯语字母中排第14位，在乌克兰语字母中排第17位，在保加利亚语字母中排第13位，在塞尔维亚语字母中排第15位，在马其顿语字母中排第16位。

## 音值
通常为 /m/，在腭化元音前代表 /mʲ/。

## 字符编码
| 字符编码 | Unicode | ISO 8859-5 | KOI-8 | GB 2312 | HKSCS |
| -------- | ------- | ---------- | ----- | ------- | ----- |
| 大写 М   | U+041C  | BC         | ED    | A7AE    | C841  |
| 小写 м   | U+043C  | DC         | CD    | A7DE    | C862  |

## 参看
- Μ μ（希腊字母）
- M m（拉丁字母）

## 外部連結
- 维基词典中的词条「М」
- 维基词典中的词条「м」
- Буква М （页面存档备份，存于） на сайте graphemica.com
- Буква м （页面存档备份，存于） на сайте graphemica.com